# Henri Serre
Henri Serre (* 26. Februar 1931 in Sète; † 9. Oktober 2023 in Saint-Jean-du-Bruel) war ein französischer Schauspieler.

## Leben und Wirken
Henri Serre begann in den frühen 1950er-Jahren als Schauspieler zu arbeiten, allerdings zunächst fast ausschließlich am Theater. Seine mit Abstand bekannteste Rolle spielte er 1962 als Jim in François Truffauts Liebesdrama Jules und Jim, für ihn war es sein dritter Kinofilm. Im Gegensatz zu seinen Co-Hauptdarstellern Jeanne Moreau und Oskar Werner konnte sich Serre nicht als Filmstar etablieren, es folgte dennoch eine längere Karriere, die sich auf mehr als drei Jahrzehnte erstreckte. Ebenfalls 1962 spielte der dunkelhaarige Darsteller neben Romy Schneider in Der Kampf auf der Insel und veröffentlichte als Sänger ein Chanson-Album mit dem Titel Le Tourbillon.
Zu seinen weiteren bekannten Filmen zählen Louis Malles Drama Das Irrlicht (1963) mit Maurice Ronet in der Hauptrolle sowie die Komödie Fantomas bedroht die Welt (1967) mit Louis de Funès und Jean Marais. Außerdem trat er bis zuletzt 1995 in zahlreichen Fernsehfilmen und Fernsehserien auf, sein Schaffen umfasst mehr als 60 Produktionen. Daneben betätigte sich Serre intensiv als Bühnenschauspieler. Er starb im Oktober 2023 im Alter von 92 Jahren in seinem Haus im südfranzösischen Saint-Jean-du-Bruel.

## Filmografie (Auswahl)
- 1953: Femmes de Paris
- 1961: Jules und Jim (Jules et Jim)
- 1962: Der Kampf auf der Insel (Le combât dans l’île)
- 1963: Das Irrlicht (Le Feu Follet)
- 1965: Chambre à louer (Fernsehserie, 26 Folgen)
- 1966: OSS 117 – Teufelstanz in Tokio (Atout cœur à Tokyo pour O.S.S. 117)
- 1967: Fantomas bedroht die Welt (Fantômas contre Scotland Yard)
- 1971: Ein Kerl zum Pferdestehlen (Romansa konjokradice)
- 1974: Das Haus der ausgefallenen Wünsche (Club privé pour couples avertis)
- 1974: Die Eltern (deutscher Fernsehfilm)
- 1975: Sondertribunal – Jeder kämpft für sich allein (Section spéciale)
- 1985: Der seidene Schuh (Le soulier de satin)
- 1986: Mein Fall (Mon Cas)
- 1987: Brennender Sommer (De Guerre Lasse)
- 1989: Die Französische Revolution (La Révolution française)
- 1990: Ich bin dir verfallen (Je t’ai dans la peau)
- 1990: Der teuflische Mr. Frost (Mister Frost)
- 1995: Belle Époque (Fernseh-Miniserie, 2 Folgen)